# Никола Попара
Никола Попара (Требиње, 8. март 1992) је босанскохерцеговачки фудбалер. Висок је 180 центиметара и игра на позицији дефанзивни везног, а боље се сналази левом ногом.
Наступао је за кадетску и омладинску репрезентацију Босне и Херцеговине, као и за селекцију Републике Српске.

## Каријера
Прошавши млађе категорије београдског Партизана, Попара је своју сениорску каријеру започео играјући за Телеоптик у Првој лиги Србије. По истеку уговора са овим клубом, прешао је у суботички Спартак. Напустивши овај клуб, приступио је новосадској Војводини са којом је потписао уговор на две и по године, почетком 2014. Ипак, након годину дана у овом клубу, раскинуо је уговор и преселио се у Јагодину. Лета 2015. отиснуо се у Швајцарску, где је у наредне две године наступао за Бил Биене, Јунајтед Цирих и Нион. Дана 25. јула 2017, потписао је једногодишњи уговор са фудбалским клубом Будућност из Подгорице. Након сезоне у Подгорици, у јулу 2018. потписао је за Радник из Бијељине. Четири сезоне је провео у Радничку након чега је наступао за добојску Слогу и бањалучки Жељезничар.